# Linzer Tauplitz-Haus
Das Linzer Tauplitz-Haus ist eine Schutzhütte der Kategorie II der Sektion Linz des ÖAV. Es befindet sich in der Gemeinde Bad Mitterndorf in der Steiermark, Österreich. Es steht auf 1645 m ü. A. Höhe auf der Tauplitzalm im Toten Gebirge.

## Tourenmöglichkeiten
- Wanderungen unterschiedlicher Länge auf dem Hochplateau der Tauplitzalm
- Übergänge nach Hinterstoder und nach Spital am Pyhrn

### Zustiege
- von Tauplitz (896 m), ca. 2½ Stunden
- vom Parkplatz (1586 m) der Tauplitzalm Alpenstraße beim Hollhaus, ca. 1 Stunde

### Gipfelbesteigungen
- Lawinenstein (1964 m), ca. 1½ Stunden
- Almkogel (2122 m), ca. 3 Stunden
- Roßkogel (1893 m), ca. 2 Stunden
- Traweng (1981 m), ca. 1 Stunden
- Großes Tragl (2179 m) über den Traglhals, ca. 3 Stunden

### Übergänge zu Nachbarhütten
- zum Liezener Hütte (1767 m), ca. 4½ Stunden
- zur Hochmölbinghütte (1687 m), ca. 4½ Stunden
- zum Linzer Haus (1371 m) auf der Wurzeralm,  ca. 7 Stunden